# Santa Maria della Pietà
Santa Maria della Pietà è la zona urbanistica 19D del Municipio Roma XIV di Roma Capitale.
Si estende sul suburbio S. X Trionfale e sulla zona Z. L Ottavia.
Prende il nome dalla struttura ospedaliera psichiatrica dell'ex Manicomio Santa Maria della Pietà, costruita fra il 1909 e il 1913. Chiusa nel 1999, la struttura è divenuta sede dell'allora Municipio Roma XIX.

## Geografia fisica

### Territorio
La zona confina:
- a nord con la zona urbanistica 19C Ottavia
- a est con le zone urbanistiche 19E Trionfale e 19B Primavalle
- a sud con la zona urbanistica 18C Fogaccia
- a ovest con la zona urbanistica 19G Castelluccia